# Adioukrou (peuple)
Pour les articles homonymes, voir Adioukrou.

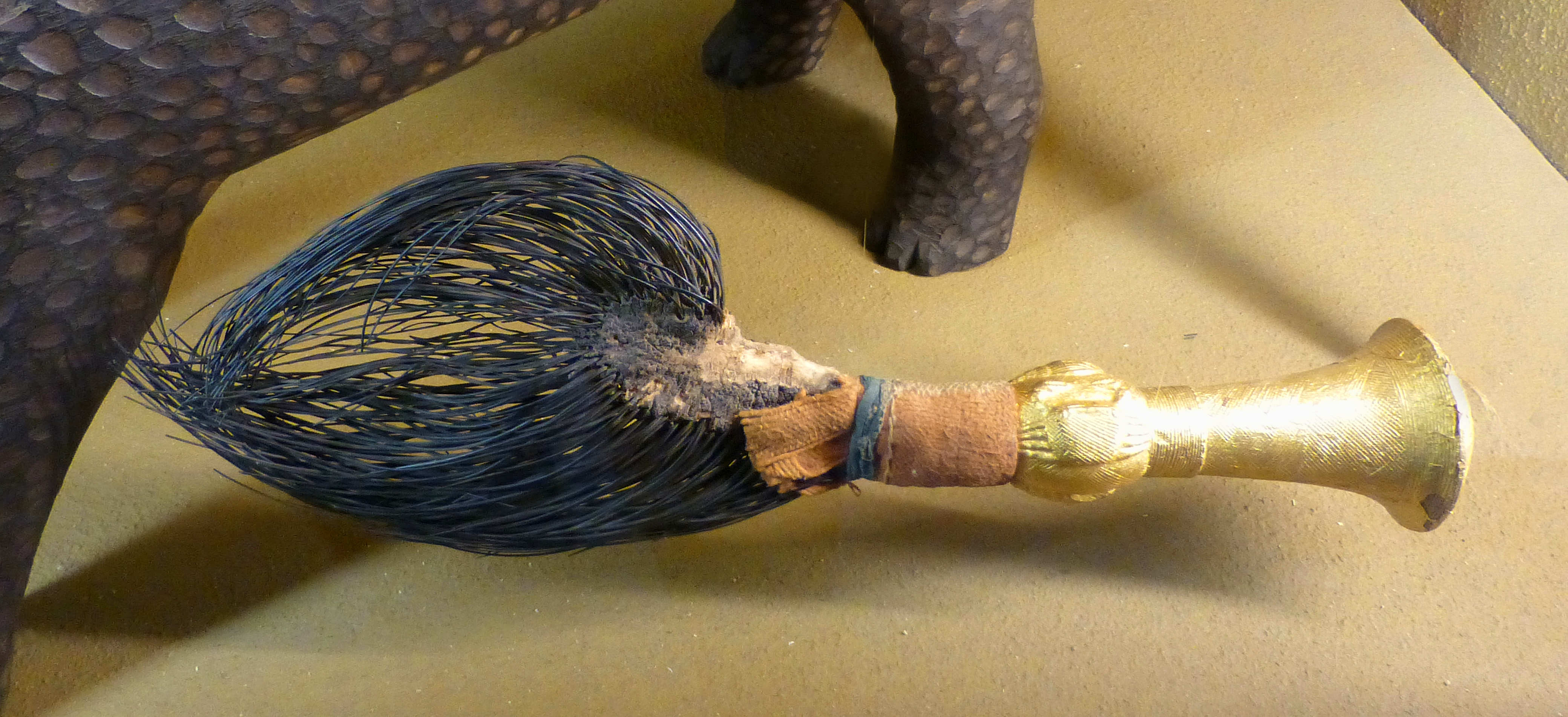
Insigne du pouvoir

Les Adioukrou sont une population de Côte d'Ivoire, localisée dans le sud de ce pays, précisément dans la région des Lagunes.
Les Adioukrous ou peuple Lebutu sont un peuple originel Krou à la culture patrilinéaire qui a accueilli au fil des différents siècles des populations d'origine Akan de culture matrilinéaire. Les plus anciens villages Adioukrous sont de Bouboury, Pkass, Mopoil et de Debrimou. Il est aujourd'hui considéré comme faisant partie du groupe des Akans, et singulièrement du sous-groupe des Akan lagunaires.
Le peuple Adioukrou se caractérise par des pratiques culturelles traditionnelles auxquelles il reste attaché, malgré les évolutions liées à la modernité. Au nombre de ces traditions figure la fête de Low, célébrée sur une durée de 3 à 5 semaines et qui concerne les jeunes hommes âgés de 21 à 23 ans. Ceux-ci acquièrent le statut d’adulte à l’issue de la cérémonie et ainsi, l’aptitude à assumer des responsabilités sociales et le droit de participer à une guerre éventuelle à laquelle serait partie le village.
Il y a aussi le Dediapk,c'est une fête de puberté chez la jeune fille Adioukrou entre 18 ans et 23 ans. Elle marque le passage de l'adolescence à l'âge adulte. Après cette fête la jeune fille devenue adulte,est dans la capacité de gérer un foyer,de se marier. En sommes, cette fête donne l'autorisation aux hommes de courtiser la jeune fille devenue mûre.Nous avons aussi la fête d'AGBANDJI,c'est la fête de richesse en pays Adioukrou.Cette fête est réservée et obligatoire pour les hommes. EBEB,c'est la fête de noblesse ou encore la fête de vieillesse ou de patriarche. C'est la dernière fête en pays Adioukrou.
Les Adjoukrous sont des agriculteurs et des pêcheurs. Ils produisent et vendent spécialement de l'huile de palme,l'igname, de l'attiéké qui est leur aliment de base.

## Quelques villages Adioukrou
Il y a 33 villages Adioukrou 
Akradio, Agneby, Armébé, Gbougbo, Vieil-Aklodj, Débrimou, Lopou, Tiaha, Kpass, Orbaff, Bonn, Kaka, Kpanda, Mopoyem, Cosrou, Dabouly, Abraniamienbro, Bodou, Bouboury, Agbaille, Yassap, Vieux-Badien, Youhouli...N'gatty, Toupah

## Ethnonymie
Selon les sources et le contexte, on observe plusieurs variantes : Adiokrou, Adioukrous, Adiukru, Adiukrus, Adjoukrou, Adjukru, Adyoukrou, Adyukru, Adyukuru, Ajukru, Boubouri, Odjoukrou, Odjoukrous, Odjukru, Odzukru.

### Filmographie
- Nkpiti : la rancune et le prophète, film de Jean-Paul Colleyn et Manu Bonmariage, Charleroi : ACME, RTBF, Charleroi (Belgique), 1989, 54 min (VHS)